# ブレスレス (ザ・コアーズの曲)
「ブレスレス」（Breathless）は、アイルランドのバンド、ザ・コアーズが2000年に発表した楽曲。ザ・コアーズのメンバー4人と、プロデューサーのロバート・ジョン・"マット"・ランジが共作した。
アルバム『イン・ブルー』（2000年）からの第1弾シングルとしてリリースされ、バンドにとって初の全英シングルチャート1位獲得作品となった。アメリカでは、デビュー・シングル「ランナウェイ」（1995年）以来となるBillboard Hot 100入りを果たして最高34位に達し、グラミー賞最優秀ポップ・ボーカル・パフォーマンス賞のデュオ／グループ部門にノミネートされた。
カップリング曲は2曲ともスタジオ・アルバム未収録曲だが、「ジュディ」はアルバム『イン・ブルー』の日本盤やオーストラリア盤にボーナス・トラックとして収録された。

## 収録曲
1. ブレスレス - "Breathless" - 3:27
2. ヘッド・イン・ジ・エアー - "Head in the Air" - 3:43
3. ジュディ - "Judy" - 2:26

## 他メディアでの使用例
「ブレスレス」は、日本ではノエビアの企業CMソングに使用された。
また、CBCテレビのテレビ番組「サンデードラゴンズ」のオープニングテーマにも使用された。